# Ruaidrí Ua Conchobair
Ruaidrí mac Tairrdelbach Ua Conchobair (* 1198) (en inglés, Rory O'Connor) rey de Connacht en el siglo XII y último Gran Rey de Irlanda. Hijo de Toirdelbach Ua Conchobair (en inglés Turlough O'Connor), reinó en Connacht entre 1151 y 1154, reemplazado en el trono por Muirchertach MacLochlainn.
En 1156, Ruaidrí ascendió al trono de Connacht y, diez años después, al igual que su padre, obtuvo el título de Gran Rey. Sus enfrentamientos con Diarmait Mac Murchada, rey de Leinster, proporcionaron a los normandos el pretexto para la invasión de la isla. Ruaidrí intentó expulsar a los invasores, pero fue rechazado y mantenido más allá del río Shannon. Persistió en su oposición a Enrique II de Inglaterra hasta 1175, año en el que, mediante la firma del Tratado de Windsor, mantuvo Connacht bajo su control como vasallo de Enrique II y se le reconoció como Señor de todos los reyes jefes irlandeses; a cambio se comprometió a abonar un tributo anual.
Ruaidrí se instaló entonces en Tuam, donde permaneció hasta 1184 y luego, a la abadía de Cong, donde permaneció hasta 1186, fecha en que su hijo Conchobar Maenmaige Ua Conchobair (en inglés, Connor O'Connor) le depuso y le expulsó a la provincia de Munster.
A la muerte de Conchobar, el clan de Sil Murray le ofreció ocupar de nuevo el trono, pero no debió de tener mucho éxito porque aparece nuevamente en 1191 reclutando tropas en Tyrconnell, Tyrone, Meath y Munster para recuperar el reino de Connacht, que por esas fechas estaba en manos de su hermano Cathal Crobhdearg Ua Conchobair (en inglés Cathal O'Connor). Aunque no tuvo éxito, recibió en compensación los señoríos de Tir Fiachrach y de Kinelea de Echtge.
En 1198, los Anales de los cuatro maestros informan que: 

Ruaidrí, rey de Connacht y de toda Irlanda, de ingleses e irlandeses, ha muerto entre los clérigos de Cong, después de penitencia ejemplar, victorioso sobre el mundo y el diablo. Su cuerpo fue llevado a Clonmacnoise y enterrado en el lado norte del altar de la gran iglesia.